# Dores de Macabu
Dores de Macabu é o 11º distrito do município de Campos dos Goytacazes, no estado do Rio de Janeiro, no Brasil. Localizado a aproximadamente 40 quilômetros da sede municipal, é formado, além pelo bairro que dá nome ao distrito, pelas localidades de Cerejeira, Guriri, Macaco, Mato Escuro, Planície, Ponta da Lama, Quilombo, Leornea, Rela, Parque Alegria, Dores de Macabu e Rio da Prata. A população é de 8.579 habitantes, e a área é de 375 km². O distrito, fundado em 1892, possui comunidades quilombolas reconhecidas e certificadas pela Fundação Palmares.
Esta freguezia de Nossa Senhora das Dores de Macabú foi criada pela lei provincial n. 961 de 2 de Outubro de 1857.
Compreende o território que compunha o antigo, segundo distrito da freguezia de Santa Rita, e tem de superfície 534,00 kilometros quadrados. Sua população é de 8.493 habitantes. 
É cortado por uma ferrovia, a Linha do Litoral da antiga Estrada de Ferro Leopoldina, que liga o distrito ao Centro de Campos, ao Rio de Janeiro e à Vitória, no Espírito Santo. Desde 1996, a ferrovia está concedida ao transporte de cargas. O transporte de passageiros pela ferrovia no distrito está desativado desde 1984. 

## Etimologia
"Dores de Macabu" é uma referência à Igreja de Nossa Senhora das Dores, existente nesta localidade e fundada em 05.02.1888, e ao rio Macabu, que passa pelo distrito.